# Lent de Stanhope

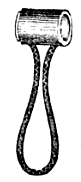
Una lent de Stanhope

La lent de Stanhope és un senzill microscopi d'una sola peça inventat per Charles Stanhope (1753-1816. És un cilindre de vidre amb cada extrem corbat cap a l'exterior, dels quals un és més convex que l'altre. La distància focal de l'aparell queda dins del dispositiu de manera que els objectes que s'han d'estudiar es col·loquen a prop o en contacte amb l'extrem menys corbat. És de construcció senzilla i econòmica, i això va contribuir a una gran popularitat al segle xix. Va ser molt útil en la pràctica mèdica, per poder examinar materials transparents així com cristalls i fluids.
René Dagron va modificar la lent mantenint un extrem convex per a refractar la llum mentre que va tallar l'altre extrem amb una forma completament plana de manera que quedés just al pla focal de la lent que forma el costat convex. Dagron va fer servir aquesta lent de Stanhope modificada en el muntatge de les imatges microscòpiques incrustades en joies fotogràfiques (o peces de souvenirs) conegudes com a Visors Stanhope.
Una lent rival fou la Lupa Coddington, que era considerada tècnicament de qualitat superior, però també era més cara.